# Пескијера Мараљио
Пескијера Мараљио (итал. Peschiera Maraglio) је насеље у Италији у округу Бреша, региону Ломбардија.
Према процени из 2011. у насељу је живело 324 становника. Насеље се налази на надморској висини од 215 м.